# Baechu kimchi

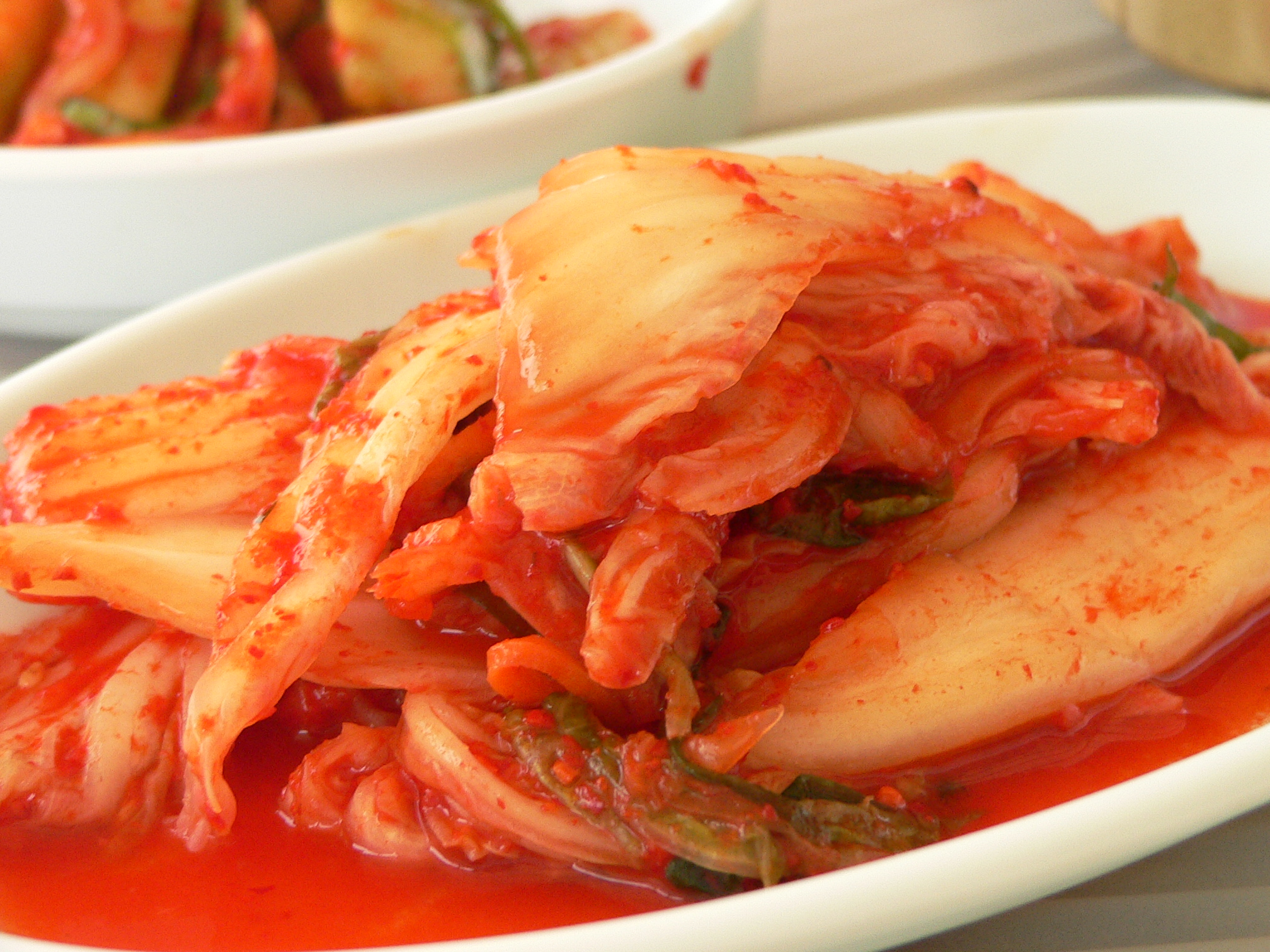
Baechu kimchi.

Le baechu kimchi (en coréen : 배추김치 ; hanja : 白菜沈菜 ; littéralement « kimchi au chou »), est un des plats traditionnels de la cuisine coréenne.
Il s'agit d'un kimchi de chou lacto-fermenté dans de la saumure (d'où l’appellation de kimchi), et généralement pimenté.
Le Kimchi de chou est une espèce de chou développé par Woo Jang-choon à partir de chou chinois (coréen : 배추/白菜/baechu). Le nom baechu kimchi a été utilisé pour la première fois par la commission Codex Alimentarius[Quand ?].